# Phaonia dianierrans
Phaonia dianierrans este o specie de muște din genul Phaonia, familia Muscidae, descrisă de Xue și Li în anul 1991. Conform Catalogue of Life specia Phaonia dianierrans nu are subspecii cunoscute.